# U20 Canada Conference 2022
El U20 Canada Conference 2022 fue un torneo de rugby juvenil que se disputó en Canadá.
El torneo fue organizado por Rugby Canada y World Rugby.
El torneo se disputó en la Universidad de Guelph de Ontario, Canadá.

## Equipos participantes
- Selección juvenil de rugby de Canadá
- Selección juvenil de rugby de Chile[2]
- Selección juvenil de rugby de Uruguay
- Selección juvenil de rugby de Zimbabue

## Posiciones
| Pos. | Equipo   | Encuentros | Encuentros | Encuentros | Encuentros | Tantos  | Tantos    | Tantos     | Puntos Bonus | Puntos Totales |
| Pos. | Equipo   | jugados    | ganados    | empatados  | perdidos   | a favor | en contra | diferencia | Puntos Bonus | Puntos Totales |
| ---- | -------- | ---------- | ---------- | ---------- | ---------- | ------- | --------- | ---------- | ------------ | -------------- |
| 1    | Uruguay  | 3          | 3          | 0          | 0          | 107     | 43        | +64        | 3            | 15             |
| 2    | Zimbabue | 3          | 2          | 0          | 1          | 87      | 94        | -7         | 1            | 9              |
| 3    | Canadá   | 3          | 1          | 0          | 2          | 77      | 99        | -22        | 1            | 5              |
| 4    | Chile    | 3          | 0          | 0          | 3          | 62      | 95        | -33        | 2            | 2              |

Nota: Se otorgan 4 puntos al equipo que gane un partido y 2 al que empate
Puntos Bonus: 1 punto por convertir 4 tries o más en un partido y 1 al equipo que pierda por no más de 7 tantos de diferencia

## Resultados

### Primera fecha
| 13 de agosto | Uruguay | 27 - 3 | Chile | Universidad de Guelph, Ontario |  |

| 13 de agosto | Canadá | 24 - 32 | Zimbabue | Universidad de Guelph, Ontario |  |

### Segunda fecha
| 18 de agosto | Uruguay | 35 - 12 | Zimbabue | Universidad de Guelph, Ontario |  |

| 18 de agosto | Canadá | 25 - 24 | Chile | Universidad de Guelph, Ontario |  |

### Tercera fecha
| 23 de agosto | Chile | 35 - 43 | Zimbabue | Universidad de Guelph, Ontario |  |

| 23 de agosto | Uruguay | 45 - 28 | Canadá | Universidad de Guelph, Ontario |  |

| Bandera de Uruguay |
| Campeón Uruguay    |